# Championnat d'Europe masculin de water-polo 2024
Cet article traite de l'épreuve masculine. Pour la compétition féminine, voir Championnat d'Europe féminin de water-polo 2024.
Navigation
Split 2022 Belgrade 2026
Le Championnat d'Europe de masculin water-polo 2024 est la trente-sixième édition du Championnat d'Europe masculin de water-polo, compétition organisée par la Ligue européenne de natation (LEN) et rassemblant les meilleures équipes masculines européennes.
Les deux championnats, masculine et féminine, devaient se dérouler en Israël, d'abord à Tel Aviv puis à Netanya, mais, en raison du conflit armé palestino-israélien de 2023, la ligue et la fédération israélienne a préféré y renoncer.
Le 17 novembre 2023, la ligue européenne annonce que Dubrovnik et Zagreb, en Croatie, accueilleront l'Euro masculin tandis qu'Eindhoven, aux Pays-Bas, accueillera l'Euro féminin.
Le championnat offre une possibilité pour se qualifier pour les Jeux olympiques de Paris 2024 pour le vainqueur.

## Acteurs du tournoi

### Équipes qualifiées
| Compétition               | Date                | Lieu              | Places | Qualifiés                                                      |
| ------------------------- | ------------------- | ----------------- | ------ | -------------------------------------------------------------- |
| Pays organisateur         | Pays organisateur   | Pays organisateur | 1      | Israël                                                         |
| Championnat d'Europe 2022 | août/septembre 2022 | Split             | 8      | Croatie Hongrie Espagne Italie Grèce France Monténégro Géorgie |
| Qualifications            | juin 2023           | Multiples         | 7      | Pays-Bas Allemagne Serbie Roumanie Slovénie Malte Slovaquie    |
| Total                     |                     |                   | 16     |                                                                |

Le tirage au sort de la phase finale de l'Euro 2024 a lieu le ( ?  12 septembre 2024 ? ) 

## Premier tour
Les groupe A et B représentent la première division : les deux premiers sont qualifiés directement en quarts de finale, les deux autres participent aux huitièmes.
Les groupe C et D représentent la deuxième division : seules les deux premiers participent aux huitièmes.

### Groupe A
| Rang | Équipe     | Pts | J | G | N | P | Bp | Bc | Diff |
| ---- | ---------- | --- | - | - | - | - | -- | -- | ---- |
| 1    | Espagne    | 7   | 3 | 2 | 1 | 0 | 32 | 27 | +5   |
| 2    | Croatie    | 6   | 3 | 1 | 1 | 1 | 32 | 27 | +5   |
| 3    | Monténégro | 4   | 3 | 0 | 2 | 1 | 33 | 35 | -2   |
| 4    | France     | 1   | 3 | 0 | 1 | 2 | 23 | 31 | -8   |

### Groupe B
| Rang | Équipe  | Pts | J | G | N | P | Bp | Bc | Diff |
| ---- | ------- | --- | - | - | - | - | -- | -- | ---- |
| 1    | Hongrie | 6   | 3 | 2 | 0 | 1 | 33 | 26 | +7   |
| 2    | Italie  | 6   | 3 | 2 | 0 | 1 | 42 | 23 | +19  |
| 3    | Grèce   | 6   | 3 | 2 | 0 | 1 | 36 | 32 | +4   |
| 4    | Géorgie | 0   | 3 | 0 | 0 | 3 | 25 | 55 | -30  |

### Groupe C
| Rang | Équipe    | Pts | J | G | N | P | Bp | Bc | Diff |
| ---- | --------- | --- | - | - | - | - | -- | -- | ---- |
| 1    | Serbie    | 9   | 3 | 3 | 0 | 0 | 57 | 11 | +46  |
| 2    | Allemagne | 6   | 3 | 2 | 0 | 1 | 38 | 35 | +3   |
| 3    | Malte     | 3   | 3 | 1 | 0 | 2 | 30 | 50 | -20  |
| 4    | Israël    | 0   | 3 | 0 | 0 | 3 | 20 | 49 | -29  |

### Groupe D
| Rang | Équipe    | Pts | J | G | N | P | Bp | Bc | Diff |
| ---- | --------- | --- | - | - | - | - | -- | -- | ---- |
| 1    | Roumanie  | 9   | 3 | 3 | 0 | 0 | 33 | 20 | +13  |
| 2    | Pays-Bas  | 6   | 3 | 2 | 0 | 1 | 48 | 25 | +23  |
| 3    | Slovaquie | 3   | 3 | 1 | 0 | 2 | 24 | 32 | -8   |
| 4    | Slovénie  | 0   | 3 | 0 | 0 | 3 | 19 | 47 | -28  |

## Phase finale
|  | Huitièmes de finale | Huitièmes de finale |                        |            | Quarts de finale | Quarts de finale |   |  | Demi-finales | Demi-finales |  |  | Finale     | Finale     |
|  | ------------------- | ------------------- | ---------------------- | ---------- | ---------------- | ---------------- | - |  | ------------ | ------------ |  |  | ---------- | ---------- |
|  |                     |                     |                        |            |                  |                  |   |  |              |              |  |  |            |            |
|  |                     |                     |                        |            | 12 janvier       | 12 janvier       |   |  | 14 janvier   | 14 janvier   |  |  | 16 janvier | 16 janvier |
|  |                     |                     |                        |            | 12 janvier       | 12 janvier       |   |  | 14 janvier   | 14 janvier   |  |  | 16 janvier | 16 janvier |
|  |                     |                     |                        |            | 12 janvier       | 12 janvier       |   |  | 14 janvier   | 14 janvier   |  |  | 16 janvier | 16 janvier |
|  |                     |                     |                        |            | 12 janvier       | 12 janvier       |   |  | 14 janvier   | 14 janvier   |  |  | 16 janvier | 16 janvier |
|  |                     |                     |                        |            | 12 janvier       | 12 janvier       |   |  | 14 janvier   | 14 janvier   |  |  | 16 janvier | 16 janvier |
|  |                     | Espagne             | 24                     |            |                  |                  |   |  | 14 janvier   | 14 janvier   |  |  | 16 janvier | 16 janvier |
|  | 11 janvier          | Espagne             | 24                     |            |                  |                  |   |  | 14 janvier   | 14 janvier   |  |  | 16 janvier | 16 janvier |
|  |                     | Roumanie            | 7                      |            |                  |                  |   |  | 14 janvier   | 14 janvier   |  |  | 16 janvier | 16 janvier |
|  | Géorgie             | Roumanie            | 7                      | 11         |                  |                  |   |  | 14 janvier   | 14 janvier   |  |  | 16 janvier | 16 janvier |
|  | Géorgie             | 12 janvier          |                        | 11         |                  |                  |   |  | 14 janvier   | 14 janvier   |  |  | 16 janvier | 16 janvier |
|  | Roumanie            | 18                  |                        |            |                  |                  |   |  | 14 janvier   | 14 janvier   |  |  | 16 janvier | 16 janvier |
|  | Roumanie            | 18                  |                        | Espagne    | 7                |                  |   |  |              |              |  |  | 16 janvier | 16 janvier |
|  |                     |                     |                        | Espagne    | 7                |                  |   |  |              |              |  |  | 16 janvier | 16 janvier |
|  |                     |                     | Italie                 | 4          |                  |                  |   |  |              |              |  |  | 16 janvier | 16 janvier |
|  |                     |                     | Italie                 | 4          |                  |                  |   |  |              |              |  |  | 16 janvier | 16 janvier |
|  | 14 janvier          |                     |                        |            |                  |                  |   |  |              |              |  |  | 16 janvier | 16 janvier |
|  |                     |                     |                        |            |                  |                  |   |  |              |              |  |  | 16 janvier | 16 janvier |
|  |                     | Italie              | 14                     |            |                  |                  |   |  |              |              |  |  | 16 janvier | 16 janvier |
|  | 10 janvier          | Italie              | 14                     |            |                  |                  |   |  |              |              |  |  | 16 janvier | 16 janvier |
|  |                     | Monténégro          | 8                      |            |                  |                  |   |  |              |              |  |  | 16 janvier | 16 janvier |
|  | Monténégro          | Monténégro          | 8                      | 10         |                  |                  |   |  |              |              |  |  | 16 janvier | 16 janvier |
|  | Monténégro          | 12 janvier          |                        | 10         |                  |                  |   |  |              |              |  |  | 16 janvier | 16 janvier |
|  | Allemagne           | 5                   |                        |            |                  |                  |   |  |              |              |  |  | 16 janvier | 16 janvier |
|  | Allemagne           | 5                   |                        | Espagne    | 11               |                  |   |  |              |              |  |  |            |            |
|  |                     |                     |                        | Espagne    | 11               |                  |   |  |              |              |  |  |            |            |
|  |                     | Croatie             | 10                     |            |                  |                  |   |  |              |              |  |  |            |            |
|  |                     | Croatie             | 10                     |            |                  |                  |   |  |              |              |  |  |            |            |
|  |                     |                     |                        |            |                  |                  |   |  |              |              |  |  |            |            |
|  |                     |                     |                        |            |                  |                  |   |  |              |              |  |  |            |            |
|  | Hongrie             | 10 (5)              |                        |            |                  |                  |   |  |              |              |  |  |            |            |
|  | Hongrie             | 10 (5)              | 10 janvier             |            |                  |                  |   |  |              |              |  |  |            |            |
|  |                     | Serbie              | 10 (4)                 |            |                  |                  |   |  |              |              |  |  |            |            |
|  | France              | Serbie              | 10 (4)                 | 10         |                  |                  |   |  |              |              |  |  |            |            |
|  | France              | 12 janvier          |                        | 10         |                  |                  |   |  |              |              |  |  |            |            |
|  | Serbie              | 14                  |                        |            |                  |                  |   |  |              |              |  |  |            |            |
|  | Serbie              | 14                  |                        | Hongrie    | 8                |                  |   |  |              |              |  |  |            |            |
|  |                     |                     |                        | Hongrie    | 8                |                  |   |  |              |              |  |  |            |            |
|  |                     | Croatie             | 11                     |            |                  |                  |   |  |              |              |  |  |            |            |
|  |                     | Croatie             | 11                     |            |                  |                  |   |  |              |              |  |  |            |            |
|  |                     |                     |                        |            |                  |                  |   |  |              |              |  |  |            |            |
|  |                     |                     | Match pour la 3e place |            |                  |                  |   |  |              |              |  |  |            |            |
|  | Croatie             | 13                  |                        |            |                  |                  |   |  |              |              |  |  |            |            |
|  | Croatie             | 13                  | 11 janvier             | 11 janvier | 16 janvier       | 16 janvier       |   |  |              |              |  |  |            |            |
|  |                     | Grèce               | 11 janvier             | 11 janvier | 16 janvier       | 16 janvier       | 8 |  |              |              |  |  |            |            |
|  | Grèce               | Grèce               | 15                     | Italie     | 12               |                  | 8 |  |              |              |  |  |            |            |
|  | Grèce               |                     |                        |            | 12               |                  |   |  |              |              |  |  |            |            |
|  | Pays-Bas            | 10                  |                        |            | Hongrie          | 7                |   |  |              |              |  |  |            |            |
|  | Pays-Bas            | 10                  |                        |            | Hongrie          | 7                |   |  |              |              |  |  |            |            |

## Statistiques et récompenses

### Classement
| Rang | Équipe     |
| ---- | ---------- |
| 1    | Espagne    |
| 2    | Croatie    |
| 3    | Italie     |
| 4    | Hongrie    |
| 5    | Grèce      |
| 6    | Monténégro |
| 7    | Serbie     |
| 8    | Roumanie   |
| 9    | France     |
| 10   | Géorgie    |
| 11   | Pays-Bas   |
| 12   | Allemagne  |
| 13   | Slovaquie  |
| 14   | Slovénie   |
| 15   | Malte      |
| 16   | Israël     |